# Боровиця (Кирджалійська область)
Бо́ровиця (болг. Боровица) — село в Кирджалійській області Болгарії. Входить до складу общини Ардино.

## Населення
За даними перепису населення 2011 року у селі проживали 249 осіб.
Національний склад населення села:
| Національність   | Кількість осіб | Відсоток |
| ---------------- | -------------- | -------- |
| турки            | 235            | 94,4%    |
| болгари          | 3              | 1,2%     |
| цигани           | 0              | 0%       |
| інша             | 0              | 0%       |
| не визначились   | 11             | 4,4%     |
| Всього відповіли | 249            |          |

Розподіл населення за віком у 2011 році:
Динаміка населення: